# Renzo Tortelli
Pour les articles homonymes, voir Tortelli.
 (juillet 2025).
La mise en forme du texte ne suit pas les recommandations de Wikipédia : il faut le « wikifier ».
Les points d'amélioration suivants sont les cas les plus fréquents. Le détail des points à revoir est peut-être précisé sur la page de discussion.
- Les titres sont pré-formatés par le logiciel. Ils ne sont ni en capitales, ni en gras.
- Le texte ne doit pas être écrit en capitales (les noms de famille non plus), ni en gras, ni en italique, ni en « petit »…
- Le gras n'est utilisé que pour surligner le titre de l'article dans l'introduction, une seule fois.
- L'italique est rarement utilisé : mots en langue étrangère, titres d'œuvres, noms de bateaux, etc.
- Les citations ne sont pas en italique mais en corps de texte normal. Elles sont entourées par des guillemets français : « et ».
- Les listes à puces sont à éviter, des paragraphes rédigés étant largement préférés. Les tableaux sont à réserver à la présentation de données structurées (résultats, etc.).
- Les appels de note de bas de page (petits chiffres en exposant, introduits par l'outil «  Source ») sont à placer entre la fin de phrase et le point final[comme ça].
- Les liens internes (vers d'autres articles de Wikipédia) sont à choisir avec parcimonie. Créez des liens vers des articles approfondissant le sujet. Les termes génériques sans rapport avec le sujet sont à éviter, ainsi que les répétitions de liens vers un même terme.
- Les liens externes sont à placer uniquement dans une section « Liens externes », à la fin de l'article. Ces liens sont à choisir avec parcimonie suivant les règles définies. Si un lien sert de source à l'article, son insertion dans le texte est à faire par les notes de bas de page.
- La présentation des références doit suivre les conventions bibliographiques. Il est recommandé d'utiliser les modèles {{Ouvrage}}, {{Chapitre}}, {{Article}}, {{Lien web}} et/ou {{Bibliographie}}. Le mode d'édition visuel peut mettre en forme automatiquement les références.
- Insérer une infobox (cadre d'informations à droite) n'est pas obligatoire pour parachever la mise en page.

Pour une aide détaillée, merci de consulter Aide:Wikification.
Si vous pensez que ces points ont été résolus, vous pouvez retirer ce bandeau et améliorer la mise en forme d'un autre article.
Renzo Tortelli (né le 5 décembre 1926 à Potenza Picena et mort le 29 mars 2019 à Civitanova Marche) est un photographe italien. Il a reçu en 2012 le titre d’Insigne Fotografo Italiano de la Fédération italienne des associations photographiques (FIAF).
Il est considéré comme l’un des maîtres incontestés de la photographie humaniste italienne. Son regard sensible et sa rigueur formelle en font un véritable maître du réalisme poétique italien. Figure emblématique de la photographie d’auteur en Italie, il a marqué de son empreinte une génération entière. Maître de la lumière et de l’humain, Renzo Tortelli a capté l’âme d’un monde en mutation.
Ami et contemporain de Mario Giacomelli, il a documenté pendant plus de quarante ans la vie des Marches italiennes et a participé à de nombreuses expositions en Europe et aux États-Unis.

## Biographie
Renzo Tortelli, né le 5 décembre 1926 à Potenza Picena (Marches, Italie) et décédé le 29 mars 2019 à Civitanova Marche, est un photographe italien reconnu pour son apport à la photographie humaniste et réaliste-poétique. Il travaille comme opticien après un diplôme à l’Institut national d’optique à Arcetri, et ouvre en 1952 la première boutique d’optique à Civitanova Marche, qu’il conserve jusqu’à la fin de sa vie.
Il débute la photographie dans les années 1950 au contact des cercles photographiques de Fermo (CCF, dirigé par Luigi Crocenzi) et de Senigallia (La Bussola, Misa). En 1956, il rencontre Enrico Monchi qui l’introduit à Mario Giacomelli : ils photographient ensemble à Scanno en 1957 et 1959, mais avec des approches radicalement différentes. Tortelli développe une esthétique épurée, sobre et rigoureuse, fondée sur l'observation du réel et la maîtrise de la lumière naturelle.
Selon la critique Giuliana Scimé, il appartient aux maîtres de la photographie humaniste italienne, avec un regard à la fois tendre et lucide sur le monde rural. Il se distingue par un réalisme poétique centré sur l’humain, à travers des séries qui mettent en lumière la dignité du travail, de l’enfance et des traditions populaires.
En 2021, à l’occasion du Rive Festival, sa famille rend disponible son archive photographique et consultable en ligne.

## Séries photographiques principales
- Piccolo Mondo (1958–59) : regard sur l’enfance, les jeux et la scolarité, avec une forte dimension narrative et empathique[5].
- Scanno (1957–59) : série réalisée à deux reprises avec Giacomelli, où Tortelli capte la solennité du village abruzzais à travers compositions classiques et clair-obscur[7].
- Agreste (1960–69) : vie paysanne des Marches, centrée sur les gestes du travail, la lumière, les corps et la matière[8].
- Loreto, Marine, Gens de Paris, Primo Maggio sul Misa, Il paesaggio delle, Marche, Quelli della speranza : séries secondaires explorant la spiritualité, les paysages et la condition ouvrière[2].

## Activité artistique et expositions
- 1961 : première exposition au Circolo Fotografico Milanese[2].
- 1964 : exposition à Tarrasa (Espagne) avec Giacomelli, catalogue par Gabriel Querol i Anglada.
- 1967–68 : participation à Intrarealismo (Palais Strozzi, Florence) et exposition à la galerie O’Hana de Londres.
- Années 2000 : expositions internationales à New York, Hambourg, Séville, Guadalajara, Almeria, Verdelais.
- 2007 : participation à Paris Photo avec la galerie Admira (Milan)[3].
- 2010 : exposition “La Milano” à Civitanova Marche[9].
- 2013 : “Come eravamo”, galerie Pavesi, Milan.
- 2019 : rétrospective au Lido Cluana, Civitanova Marche[10].
- 2021 : exposition à Senigallia dans le cadre de la Biennale – Rive Festival[11].

## Distinctions
- Prix Scanno pour la photographie, 2008[3].
- Insigne Fotografo Italiano (FIAF), 2012[3].